# Журавлёв, Яков Иванович
Я́ков Ива́нович Журавлёв (1837 — 1908) — почётный гражданин города Новгорода, потомственный почётный гражданин, городской голова, гласный Городской Думы, Новгородских губернского и уездного земских собраний, почётный мировой судья по Новгородскому уезду.

## Биография
Яков Иванович Журавлёв родился в 1837 году в семье купца Ивана Тарасовича Журавлёва, который вёл торговлю в городе Боровичи Новгородской губернии. Яков Иванович с молодых лет участвовал в торговых делах и 17 июня 1863 года был причислен к Новгородскому купеческому сословию 2-й гильдии.
Его общественная деятельность началась с 1865 года, когда он становиться членом первой Новгородской уездной земской управы. А ещё через год, в 1866 году избирается на должность директора Городского общественного банка, на которой пробудет до 1871 года. Отмечая его исключительную деятельность в этой сфере, гласные думы приняли постановление о наименовании банка «общественным Журавлёва банком».

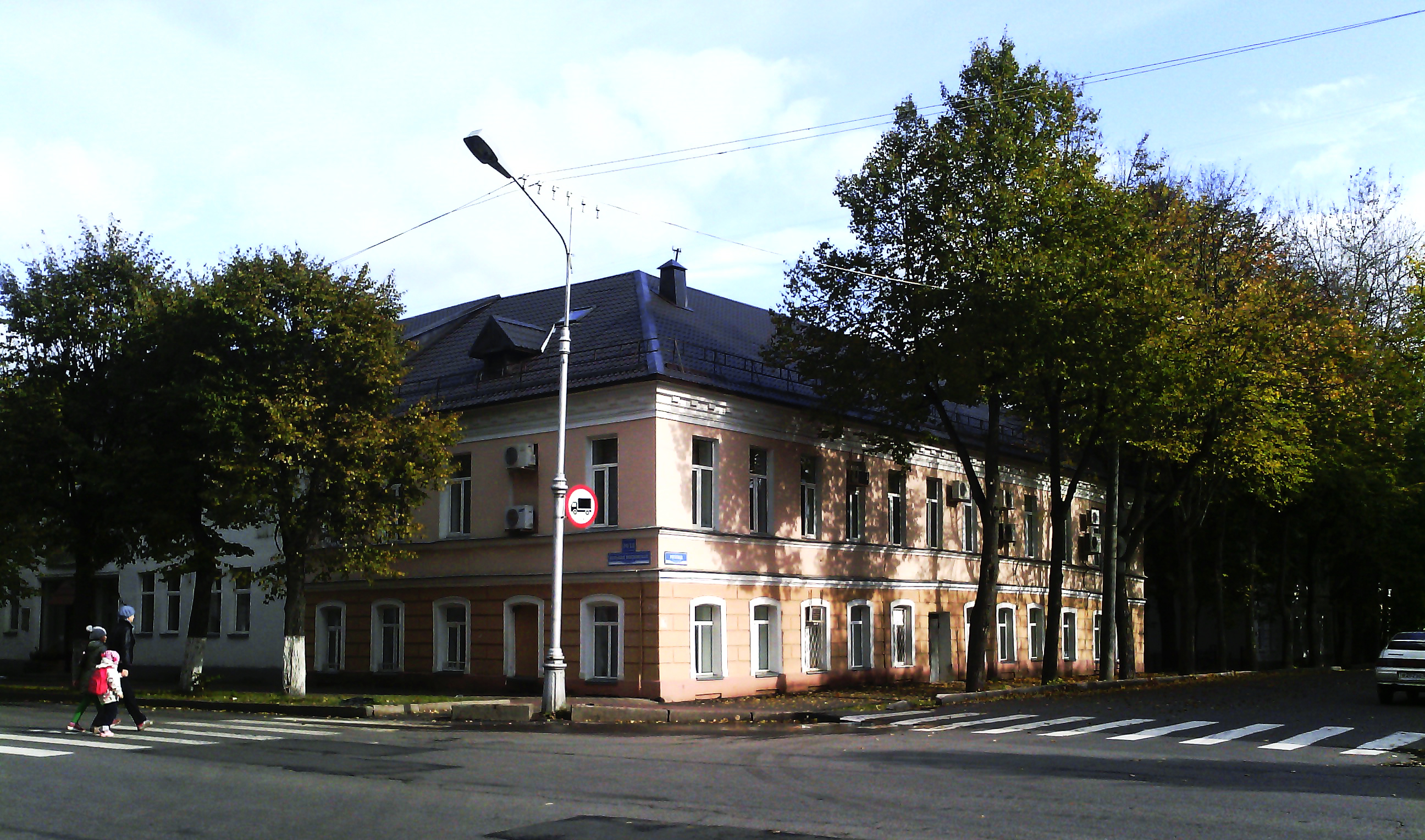
Дом Я.И. Журавлёва (Большая Московская улица, д. 34/13)

В 1870 году Я. И. Журавлёв избирается членом Губернской земской управы.
7 (19) января 1871 года Яков Иванович Журавлёв избирается городским головой. В дальнейшем он ещё дважды будет избран на этот пост: в 1875 году и в 1879 году. С 1871 года, будучи в должности городского головы, Я. И. Журавлёв возглавлял сиротский суд. В 1872 году избирается почётным мировым судьёй Новгородского уездного съезда, а с 1873 — директор Губернского тюремного комитета.
В августе 1873 года Я. И. Журавлёву было присвоено звание Почётного гражданина Новгорода за управление городским хозяйством и личный вклад в развитие города. А в сентябре 1883 года после того, как срок полномочий городского главы, на которые Журавлёв был избран, закончился, он получил право на ношение мундира в отставке и «Золотой знак городского головы Новгорода».
С 1884 года Я. И. Журавлёв избирается гласным Новгородского уездного земского собрания, Новгородской городской думы и гласным Губернского земского собрания.
В 1900 году Яков Иванович Журавлёв, в ходе внеочередных выборов после смерти Г. М. Сметанина, и в 1901 году вновь избирается городским головой. Но уже 7 (20) ноября 1904 года, не дожидаясь окончания срока полномочий, Журавлёв пишет заявление об отказе от должности городского головы «по расстроенному здоровью и болезненному состоянию».
Значительные силы и время Яков Иванович отдавал общественной и благотворительной деятельности. С 1873 года и до конца жизни он был почётным членом правления Новгородского попечительного о бедных общества, с 1875 года попечитель Таировской богадельни, действительный член Российского общества покровительства животным, член попечительского совета Николаевской женской гимназии.
С 1880 года Я. И. Журавлёв становиться членом местного управления Российского общества Красного Креста, но ещё во времена Русско-турецкой войны Яков Иванович активно принимал участие в материальной поддержке Общества попечения о раненых и больных воинах, за что был отмечен «Знаком Российского общества Красного Креста за Русско-турецкую войну».
С 1884 года действительный член Губернского статистического комитета, почётный попечитель реального училища. С 1887 года — член от купечества новгородского губернского податного присутствия.
Яков Иванович являлся почётным членом Строительного комитета, в годы пребывания его городским головой в Новгороде сооружены или перестроены здания: Думы, реального училища, женской гимназии, ремесленных классов, Клуба соединённого общества, полицейской и пожарной части.
Скончался в 1908 году. Похоронен на Тихвинском кладбище.

## Награды
За свою разностороннюю деятельность Я. И. Журавлёв неоднократно награждался орденами и медалями, среди которых:
- Орден Святого Станислава 3-й степени
- Орден Святой Анны 3-й степени
- Орден Святого Станислава 2-й степени
- Орден Святой Анны 2-й степени
- Орден Святого Владимира 4-й степени